# Temporada 1952-53 de los Fort Wayne Pistons
La Temporada 1952-53 fue la quinta de los Fort Wayne Pistons en la NBA. La temporada regular acabó con 36 victorias y 33 derrotas, clasificándose para los playoffs, en los que cayeron en las finales de división ante los Minneapolis Lakers.

## Elecciones en elDraft
| Ronda | Puesto | Jugador     | Posición  | Nacionalidad   | Universidad |
| ----- | ------ | ----------- | --------- | -------------- | ----------- |
| 1     | 3      | Dick Groat  | Base      | Estados Unidos | Duke        |
| 2     | 12     | Don Meineke | Ala-Pívot | Estados Unidos | Dayton      |

## Temporada regular
| División Central         | División Central | División Central | División Central | División Central | División Central | División Central | División Central | División Central |
| Equipo                   | G                | P                | %                | PD               | Casa             | Fuera            | Neutral          | Div              |
| ------------------------ | ---------------- | ---------------- | ---------------- | ---------------- | ---------------- | ---------------- | ---------------- | ---------------- |
| x-Minneapolis Lakers     | 48               | 22               | .686             | -                | 24-2             | 16-15            | 8-5              | 17-13            |
| x-Rochester Royals       | 44               | 26               | .629             | 4                | 24-8             | 13-17            | 7-1              | 27-13            |
| x-Fort Wayne Pistons     | 36               | 33               | .522             | 11.5             | 25-9             | 8-19             | 3-5              | 18-22            |
| x-Indianapolis Olympians | 28               | 43               | .394             | 20.5             | 19-14            | 4-23             | 5-6              | 15-26            |
| Milwaukee Hawks          | 27               | 44               | .380             | 21.5             | 14-8             | 3-24             | 10-12            | 15-26            |

## Playoffs

### Semifinales de División
Rochester Royals - Fort Wayne Pistons
| Fecha       | Partido                                    | Ciudad     |
| ----------- | ------------------------------------------ | ---------- |
| 20 de marzo | Rochester Royals 77, Fort Wayne Pistons 84 | Rochester  |
| 22 de marzo | Fort Wayne Pistons 71, Rochester Royals 83 | Fort Wayne |
| 24 de marzo | Rochester Royals 65, Fort Wayne Pistons 67 | Rochester  |
|             | Fort Wayne gana las series 2-1             |            |

### Finales de División
Minneapolis Lakers - Fort Wayne Pistons
| Fecha       | Partido                                      | Ciudad      |
| ----------- | -------------------------------------------- | ----------- |
| 26 de marzo | Minneapolis Lakers 83, Fort Wayne Pistons 73 | Minneapolis |
| 28 de marzo | Minneapolis Lakers 82, Fort Wayne Pistons 75 | Minneapolis |
| 30 de marzo | Fort Wayne Pistons 98, Minneapolis Lakers 95 | Fort Wayne  |
| 1 de abril  | Fort Wayne Pistons 85, Minneapolis Lakers 82 | Fort Wayne  |
| 2 de abril  | Minneapolis Lakers 74, Fort Wayne Pistons 58 | Minneapolis |
|             | Minneapolis gana las series 3-2              |             |

## Estadísticas
| Rk | Jugador       | Edad | P  | PT | MP   | TC  | TCI  | %TC  | 3P | 3PI | %3P | TL  | TLI | %TL   | RO | RD | RT   | AS  | RB | TAP | BP | FP  | PTS  |
| 1  | Larry Foust   | 24   | 67 |    | 34.4 | 4.6 | 12.9 | .360 |    |     |     | 5.0 | 6.9 | .723  |    |    | 11.5 | 2.3 |    |     |    | 4.0 | 14.3 |
| 2  | Dick Groat    | 22   | 26 |    | 25.5 | 3.8 | 10.5 | .368 |    |     |     | 4.2 | 5.3 | .790  |    |    | 3.3  | 2.7 |    |     |    | 3.5 | 11.9 |
| 3  | Fred Scolari  | 30   | 16 |    | 31.6 | 3.8 | 10.1 | .377 |    |     |     | 3.5 | 4.3 | .824  |    |    | 2.9  | 2.3 |    |     |    | 3.4 | 11.1 |
| 4  | Frankie Brian | 29   | 68 |    | 28.1 | 3.6 | 10.3 | .351 |    |     |     | 3.5 | 4.4 | .795  |    |    | 2.0  | 2.1 |    |     |    | 3.0 | 10.7 |
| 5  | Monk Meineke  | 22   | 68 |    | 33.1 | 3.5 | 9.3  | .381 |    |     |     | 3.6 | 4.6 | .783  |    |    | 6.9  | 2.2 |    |     |    | 4.9 | 10.7 |
| 6  | Fred Schaus   | 27   | 69 |    | 36.8 | 3.5 | 10.4 | .334 |    |     |     | 3.5 | 4.3 | .821  |    |    | 6.0  | 3.6 |    |     |    | 3.8 | 10.5 |
| 7  | Dike Eddleman | 30   | 69 |    | 22.8 | 3.5 | 10.0 | .351 |    |     |     | 1.9 | 3.4 | .561  |    |    | 3.4  | 1.5 |    |     |    | 3.2 | 8.9  |
| 8  | Don Boven     | 27   | 17 |    | 22.2 | 2.1 | 6.5  | .324 |    |     |     | 1.9 | 2.5 | .744  |    |    | 3.4  | 1.2 |    |     |    | 3.4 | 6.1  |
| 9  | Chuck Share   | 25   | 67 |    | 15.6 | 1.4 | 3.8  | .358 |    |     |     | 2.6 | 3.5 | .735  |    |    | 5.6  | 1.1 |    |     |    | 3.2 | 5.3  |
| 10 | Jack Kerris   | 28   | 52 |    | 18.9 | 1.1 | 3.4  | .330 |    |     |     | 1.2 | 1.9 | .616  |    |    | 4.0  | 2.1 |    |     |    | 2.3 | 3.4  |
| 11 | Ralph O'Brien | 24   | 7  |    | 7.1  | 1.4 | 3.4  | .417 |    |     |     | 0.4 | 0.7 | .600  |    |    | 0.0  | 0.6 |    |     |    | 1.0 | 3.3  |
| 12 | Ralph Johnson | 31   | 3  |    | 10.0 | 1.0 | 3.0  | .333 |    |     |     | 0.7 | 1.0 | .667  |    |    | 0.3  | 1.7 |    |     |    | 2.0 | 2.7  |
| 13 | Jake Fendley  | 23   | 45 |    | 8.4  | 0.7 | 1.8  | .400 |    |     |     | 0.9 | 1.3 | .667  |    |    | 1.0  | 0.8 |    |     |    | 1.8 | 2.3  |
| 14 | Ray Corley    | 25   | 8  |    | 8.1  | 0.4 | 3.0  | .125 |    |     |     | 0.6 | 0.8 | .833  |    |    | 0.6  | 0.6 |    |     |    | 2.3 | 1.4  |
| 15 | Jack Kiley    | 24   | 6  |    | 4.5  | 0.3 | 1.7  | .200 |    |     |     | 0.3 | 0.3 | 1.000 |    |    | 0.3  | 0.5 |    |     |    | 1.2 | 1.0  |
| 16 | Andy Phillip  | 30   | 57 |    | 37.7 | 3.5 | 8.9  | .400 |    |     |     | 2.9 | 3.9 | .729  |    |    |      | 5.0 |    |     |    | 3.2 | 10.0 |

## Galardones y récords
| Jugador     | Galardón                 |
| Don Meineke | Rookie del Año de la NBA |